# Kreisgrabenanlage Preußlitz
Die Kreisgrabenanlage Preußlitz ist eine spätbronzezeitliche Kreisgrabenanlage bei Preußlitz, einem Ortsteil von Bernburg (Saale) im Salzlandkreis, Sachsen-Anhalt.

## Forschungsgeschichte
Die Anlage wurde bei einer Luftbildprospektion des Landesamtes für Archäologie und Denkmalpflege Sachsen-Anhalt entdeckt. 2003 wurde der äußerste südliche Bereich bei Grabungen im Vorfeld des Baus einer Erdgastrasse angeschnitten. 2005 erfolgte eine Probegrabung durch das Institut für Kunstgeschichte und Archäologien Europas der Martin-Luther-Universität Halle-Wittenberg unter der Leitung von André Spatzier. Die Grabung erfolgte auf einer Fläche von 350 m² im Norden der Anlage.

## Befunde
Die Anlage besteht aus drei Gräben mit Durchmessern von 100 m, 50 m und 40 m. Der mittlere und der innere Graben überlagern sich im Westen. Alle drei Gräben waren als Sohlgräben angelegt, wobei die Sohlen alle sehr schmal und die Profile fast V-förmig waren. Der äußere Graben hat eine erhaltene Tiefe zwischen 1,0 m und 1,3 m und eine Breite zwischen 3,0 m und 3,2 m. Der Mittlere hat eine Tiefe zwischen 0,6 m und 1,0 m und eine Breite zwischen 2,0 m und 3,1 m. Der innere und kleinste Graben hat eine Tiefe von 0,1 m bis 0,3 m und eine Breite zwischen 0,8 m und 1,3 m. Alle Gräben waren mit dunkelbraunem Humus verfüllt, der äußere wies im unteren Bereich auch Einlagerungen von Kies auf. An der westlichen Innenseite des inneren Grabens wurde eine Holz-Palisade nachgewiesen. Der innere Graben besaß zudem einen Durchgang nach Nordwesten. Ob auch die beiden anderen Gräben Durchgänge besaßen, ist bislang unklar. Der innere und der äußere Graben sind annähernd kreisförmig, der mittlere hingegen oval. Möglicherweise stellt er eine nachträgliche Erweiterung der Anlage dar.
Im gesamten Bereich der Anlage wurden zahlreiche Gruben festgestellt. Unmittelbar südlich der Kreisgrabenanlage wurden Siedlungsstrukturen festgestellt.

## Funde
Aus den Gräben stammen Knochen und spätbronzezeitliche Keramik, zum Teil mit horizontaler Riefenverzierung. Auch in den Gruben wurde Keramik der späten Bronzezeit gefunden.

## Datierung
Mittels Radiokarbonmethode konnten einige der Kochen auf 1420–1020 cal. BC datiert werden, wobei die Knochen aus dem mittleren Graben etwas jünger sind, was für eine nachträgliche Erweiterung spricht. Sowohl durch die absolute Datierung als auch über die Keramik kann die Anlage der Saalemündungsgruppe zugeordnet werden.